# ディヤン・チャンド
ディヤン・チャンド(英語: Dhyan Chand、1905年8月28日 – 1979年12月3日)はインドのフィールドホッケー選手である。チャンドは偉大なホッケー選手として広く知られいる。
チャンドは並外れたボールのコントロール能力やゴールへのシュート能力を持ち、夏季オリンピック大会では1928年アムステルダムオリンピック、1932年ロサンゼルスオリンピック、1936年ベルリンオリンピックで3連続の金メダルに導いた。
ホッケー界ではホッケーの魔術師(The Wizard of hockey、The Magician of hockey)として知られているほど卓越したボールコントロール力を持っている。自伝「Goal」によれば、1926年から1949年にかけて国際的に活躍したチャンドは185試合で570回ものゴールを決めたという。また、国内外の諸試合では1000回以上のゴールを決めたとされる。インド政府は1956年、チャンドにインド共和国で3番目に高い民間人賞であるパドマ・ブーシャン勲章を授与している 彼の誕生日の8月29日はインドの国民スポーツの日として定められている。さらに、インド最高峰のスポーツ賞であるディヤン・チャンド少佐ケール・ラトナ賞やディヤン・チャンド賞といった彼の名前の付いた賞も存在している。